# Alcáçova Cadima
A Alcáçova Cadima (em castelhano: Alcazaba Cadima; em árabe: al-Qasba Qadima) ou Fortaleza Velha (Fortaleza Vieja)  foi uma antiga alcáçova (ou casbá) que constitui o núcleo original da cidade de Granada muçulmana, quando foi refundada por Zaui ibne Ziri na década de 1010. Nela se situava o palácio real dos Zíridas da Taifa de Granada.
Situa-se na parte mais alta do atual bairro do Albaicín, em Granada, no sul de Espanha, em volta das ruas Aljibe de la Gitana, Cuesta María de la Miel e Callejón de San Cecilio, estendendo-se até à Igreja de San Nicolás. Tinha dois bairros: Harat Alcazaba, a norte, e Rabat Almufadar, a sul. Tinha pelo menos quatro portas de acesso: Bib ou Bab Cieda (que ainda existe atualmente com o nome de Arco de las Pesas); Bib Caxtar e Bib Elbis, no pano note da muralha, ligando o arrabalde do Albaicín; e Bib Albonud no pano oriental. Não se conhece nenhuma porta nos panos sul e ocidental, apesar de confinarem com as partes mais populosas da cidade. Atualmente ainda estão de pé a maior parte da parte norte da muralha.